# Nancy Ajram
Nancy Nabil Ajram (em árabe: نانسي نبيل عجرم), (Beirute, 16 de maio de 1983), é uma cantora libanesa multiplatinada e Embaixadora da Boa Vontade da UNICEF. Com o apoio do seu pai, Nancy começou a atuar em criança, tendo lançado o seu primeiro álbum de estúdio aos 15 anos. Em 2004, lançou o seu segundo sucesso internacional, "Ah wa Nuss", o qual gerou vários singles bem recebidos, como por exemplo "Ah wa Nuss" (Sim, claro), "Lawn 'Ayunak" (A cor dos teus olhos) e "Anta Ih" (O que és?), tendo-se estabelecido nesse momento como ícone pop no Médio Oriente. Em 2007, Ajram tinha já vendido mais de 30 milhões de cópias, classificando-se como a terceira maior artista feminina da história do Líbano. Por razões comerciais, canta tanto em árabe padrão como no dialeto egípcio (onde, pela diferença de pronúncia, é conhecida por Nancy Agram).
Sua descoberta ocorreu com o início de sua colaboração com o conhecido produtor libanês Jiji Lamara, quando ela lançou seu controverso single de sucesso "Akhasmak Ah"; criado pelo compositor egípcio Mohamed Saad, e terceiro álbum de estúdio Ya Salam (2003) em que ela adotou uma imagem pública como sex symbol enquanto reinventava sua música. O quarto álbum de Ajram Ah W Noss (2004) foi outro sucesso comercial, gerando os singles no topo das paradas "Ah W Noss", "Lawn Ouyounak", "Oul Tani Keda" e "Inta Eyh", momento em que ela estabeleceu o status de ícone pop no Oriente Médio. Em 2007, Ajram lançou seu primeiro álbum infantil, Shakhbat Shakhabit, que foi o trabalho mais notável e bem-sucedido para as crianças da época. Betfakkar Fi Eih (2008), seu sexto álbum produziu sete singles, incluindo os sucessos egípcios de sucesso comercial, "Betfakkar Fi Eih", "Min Dally Nseek" e o single libanês "Mashi Haddi", ganhou o Ajram's primeiro World Music Award como o artista do Oriente Médio mais vendido do mundo, o mais jovem árabe WMA vencedor até hoje.
Tendo vendido mais de 30 milhões de discos em todo o mundo em 2007, Ajram é um dos artistas musicais mais vendidos do Oriente Médio. Em 2010, ela foi anunciada como a cantora feminina mais vendida do Oriente Médio da década (2000–2009). Ao longo de sua carreira, Ajram lançou onze álbuns de estúdio até o momento (incluindo dois dedicados a crianças) e vários sucessos nas paradas, como "Yay", "Ya Tabtab", "Moegaba", "Ehsas Jdeed", "Ibn El Giran", "Fi Hagat", "Ya Kether", "Ma Tegi Hena" e "Badna Nwalee El Jaw". Ajram é a primeira e única porta-voz feminina da Coca-Cola no mundo árabe, lançando vários hinos promocionais da Coca-Cola que se tornaram sucessos instantâneos, como "Oul Tani Keda", "El Dounya Helwa" , "Noss El Kawn" e "Shaggaa Bi Alamak". Ajram fez parte da lista dos árabes mais poderosos do Arabian Business várias vezes, e foi igualmente listado por Newsweek como um dos cantores árabes mais influentes.
Ela também participou de canções patrióticas para seu país, o Líbano, e também dedicou sete canções patrióticas ao Egito; um país onde ela é amplamente popular, graças a seus sucessos em egípcio como "Akhasmak Ah" e "Ah we Noss". Entre 2013 e 2017, Ajram atuou como jurado no reality show de talentos Arab Idol do MBC. Ela também começou a atuar como treinadora em The Voice Kids Arabia em 2016. Em 2020, Nancy foi a artista feminina árabe com mais streams no Spotify, alcançando mais de 100 milhões de reproduções de suas canções, seguido pelo ícone libanês Fairuz com 67 milhões de reproduções.

## Discografia
- 1998: Mihtagalak (Eu Preciso de Você)
- 2001: Sheel Oyoonak Anni (Tira os teus olhos de mim)
- 2003: Ya Salam (Ó Paz!)
- 2004: Ah W Noss (Sim, claro)
- 2006: Ya Tabtab...Wa Dallaa
- 2008: Betfakar Fi Eih?! (Em que pensas tu?!)
- 2007: Shakhbat Shakhabit
- 2009: Nancy Ajram - Greatest Hits
- 2010: 7
- 2012: Best Of Nancy Ajram - Part 2

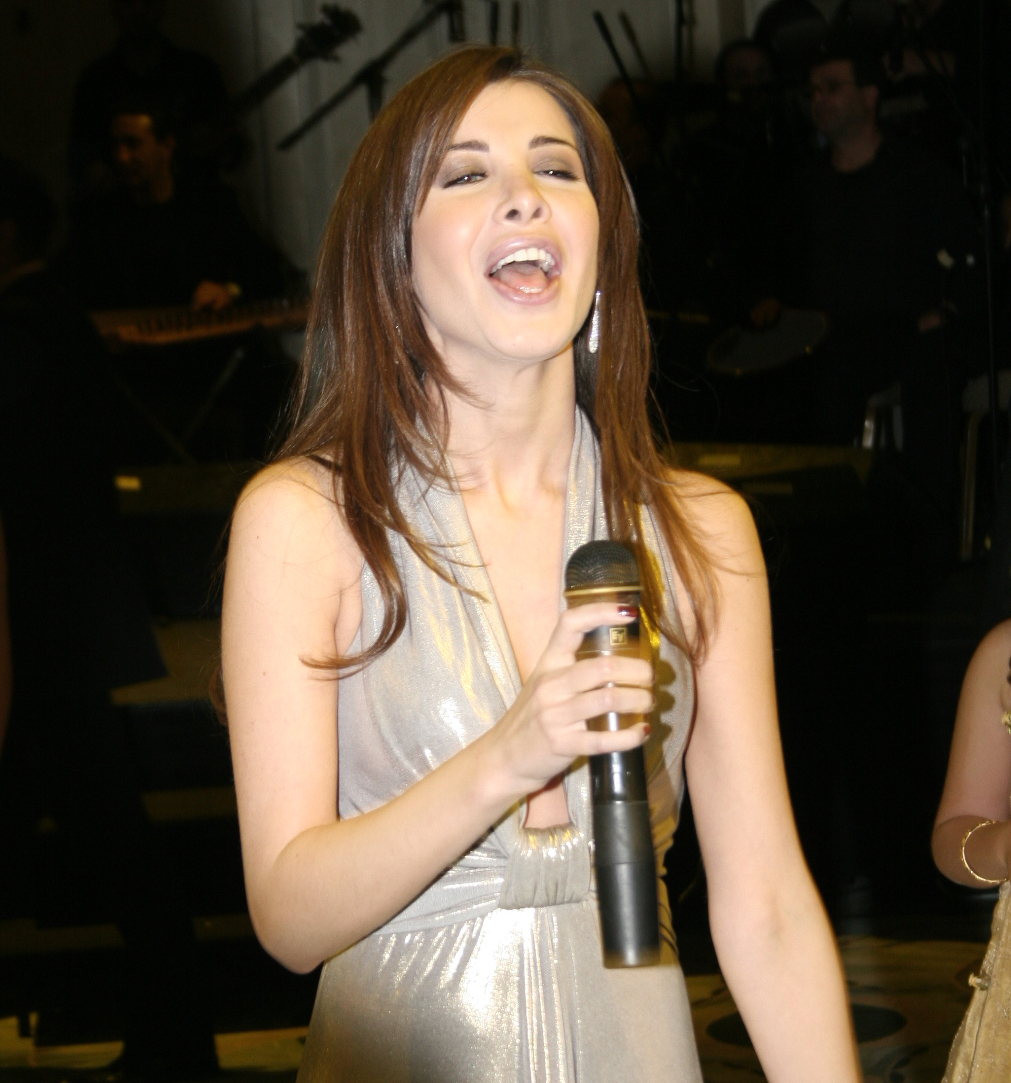
Nancy Ajram durante um show no Cairo, Egito

- 2012: Super Nancy
- 2014: Nancy 8
- 2017: Hassa Beek (Nancy 9)
- 2021: Nancy 10